# Ranunculus papulentus
Ranunculus papulentus är en ranunkelväxtart som beskrevs av Ronald Melville. Ranunculus papulentus ingår i släktet ranunkler, och familjen ranunkelväxter. Inga underarter finns listade i Catalogue of Life.